# DBNDD2
DBNDD2 (англ. Dysbindin domain containing 2) – білок, який кодується однойменним геном, розташованим у людей на короткому плечі 20-ї хромосоми. Довжина поліпептидного ланцюга білка становить 259 амінокислот, а молекулярна маса — 27 671.
| 10         |  | 20         |  | 30         |  | 40         |  | 50         |
| ---------- |  | ---------- |  | ---------- |  | ---------- |  | ---------- |
| MGAGNFLTAL |  | EVPVAALAGA |  | ASDRRASCER |  | VSPPPPLPHF |  | RLPPLPRSRL |
| PGPVSRPEPG |  | APLLGCWLQW |  | GAPSPGPLCL |  | LFRLCSCTCF |  | APLPAGADMD |
| PNPRAALERQ |  | QLRLRERQKF |  | FEDILQPETE |  | FVFPLSHLHL |  | ESQRPPIGSI |
| SSMEVNVDTL |  | EQVELIDLGD |  | PDAADVFLPC |  | EDPPPTPQSS |  | GMDNHLEELS |
| LPVPTSDRTT |  | SRTSSSSSSD |  | SSTNLHSPNP |  | SDDGADTPLA |  | QSDEEEERGD |
| GGAEPGACS  |  |            |  |            |  |            |  |            |

A: Аланін

C: Цистеїн

D: Аспарагінова кислота

E: Глутамінова кислота

F: Фенілаланін

G: Гліцин

H: Гістидин

I: Ізолейцин

K: Лізин

L: Лейцин

M: Метіонін

N: Аспарагін

P: Пролін

Q: Глутамін

R: Аргінін

S: Серин

T: Треонін

V: Валін

Кодований геном білок за функцією належить до фосфопротеїнів. 
Задіяний у такому біологічному процесі, як альтернативний сплайсинг. 